# Boro (Formule 1)
Pour les articles homonymes, voir Boro.
Boro est une écurie de Formule 1 fondée en 1976 par les frères Bob et Rody Hoogenboom et sponsorisée par la société hollandaise HB Bewaking (HB Securitee). Boro a participé à quelques épreuves de championnat du monde en 1976 puis en 1977 sans parvenir à inscrire de point. Le meilleur résultat d'une Boro est une huitième place obtenue par Larry Perkins au Grand Prix de Belgique 1976 tandis que la meilleure qualification a été obtenue lors du Grand Prix d'Italie 1976 à Monza, toujours grâce à Perkins.

## Historique
En 1970, Mo Nunn, patron d'Ensign, crée sa première Formule 3 qui, aux mains notamment du pilote liechtensteinois Rikky von Opel, héritier de la famille Opel, remporte treize courses en deux saisons. Grâce aux généreux subsides de von Opel, Ensign peut s'engager en Formule 1 en 1973 mais dès le début de saison 1974, von Opel, déçu du peu de compétitivité de sa monoplace, quitte l'écurie qu'il a contribué à lancer pour répondre à une offre d'engagement de Brabham Racing Organisation. Mo Nunn perd alors son principal partenaire financier mais trouve dans un premier temps le soutien de son ami Teddy Yip (futur patron de Theodore Racing), puis négocie un florissant contrat de sponsoring avec la firme hollandaise de fabrication de systèmes d'alarme HB Bewaking.
En 1975, HB Bewaking et Mo Nunn entrent en conflit pour non-respect de certaines clauses financières quant au contrat publicitaire : Nunn perd son procès et n'a pas d'autre moyen, pour dédommager son ex-commanditaire, que de lui céder ses monoplaces. HB Bewaking hérite donc des Ensign N175 et décide de monter sa propre écurie de course, Boro. La N175, désormais Boro 001, est engagée au championnat du monde 1976 et confiée à l'Australien Larry Perkins, débutant en Formule 1 mais qui a fait ses preuves dans son pays en Formule Vee, Formule Ford, Formule 3 et Formule 2. Perkins parvient à se qualifier à cinq reprises, généralement en fond de grille sauf en Italie où il obtient la treizième place. Il termine treizième du Grand Prix d'Espagne à Jarama puis huitième à Zolder. L'écurie décide pourtant, à l'issue de l'épreuve italienne, de quitter le championnat après un troisième abandon consécutif.
En 1977, contre toute attente, Boro fait son retour en championnat mais ne s'aligne en fait que pour participer à son Grand Prix national à Zandvoort aux Pays-Bas. La monoplace n'a absolument pas évolué et reste une ex-Ensign vieille de deux ans qui n'avait déjà pas prouvé grand-chose à l'époque. Brian Henton réussit l'exploit de se qualifier en vingt-troisième position sur vingt-six partants (tandis que huit autres concurrents n'ont pas réussi à obtenir leur qualification pour la course). En fin de course, victime d'un tête-à-queue, il reçoit une aide extérieure pour reprendre la piste, ce qui provoque sa disqualification : Boro vient quitter le monde de la Formule 1.
Pendant ce temps, Ensign, l'écurie à l'origine de la naissance de Boro, aura marqué 2 points en 1976 et 10 en 1977 et poursuivra en Formule 1 jusqu'à la fin de la saison 1982.

## Résultats en championnat du monde de Formule 1
| Saison | Écurie                    | Châssis  | Moteur           | Pneus    | Pilotes       | Grands Prix disputés | Points inscrits | Classement |
| ------ | ------------------------- | -------- | ---------------- | -------- | ------------- | -------------------- | --------------- | ---------- |
| 1976   | HB Bewaking Alarm Systems | Boro 001 | Ford-Cosworth V8 | Goodyear | Larry Perkins | 5                    | 0               | Non classé |
| 1977   | HB Bewaking Alarm Systems | Boro 001 | Ford-Cosworth V8 | Goodyear | Brian Henton  | 1                    | 0               | Non classé |

| Saison | Écurie                    | Châssis  | Moteur               | Pneumatiques | Pilotes       | Courses | Courses | Courses | Courses | Courses | Courses | Courses | Courses | Courses | Courses | Courses | Courses | Courses | Courses | Courses | Courses | Courses | Points inscrits | Classement |
| Saison | Écurie                    | Châssis  | Moteur               | Pneumatiques | Pilotes       | 1       | 2       | 3       | 4       | 5       | 6       | 7       | 8       | 9       | 10      | 11      | 12      | 13      | 14      | 15      | 16      | 17      | Points inscrits | Classement |
| ------ | ------------------------- | -------- | -------------------- | ------------ | ------------- | ------- | ------- | ------- | ------- | ------- | ------- | ------- | ------- | ------- | ------- | ------- | ------- | ------- | ------- | ------- | ------- | ------- | --------------- | ---------- |
| 1976   | HB Bewaking Alarm Systems | Boro 001 | Ford-Cosworth DFV V8 | Goodyear     |               | BRÉ     | AFS     | USO     | ESP     | BEL     | MON     | SUÈ     | FRA     | GBR     | ALL     | AUT     | P-B     | ITA     | CAN     | USE     | JAP     |         | 0               | Non classé |
| 1976   | HB Bewaking Alarm Systems | Boro 001 | Ford-Cosworth DFV V8 | Goodyear     | Larry Perkins |         |         |         | 13e     | 8e      | Nq      | Abd     |         |         | Forf    |         | Abd     | Abd     |         |         |         |         | 0               | Non classé |
| 1977   | HB Bewaking Alarm Systems | Boro 001 | Ford-Cosworth DFV V8 | Goodyear     |               | ARG     | BRÉ     | AFS     | USO     | ESP     | MON     | BEL     | SUÈ     | FRA     | GBR     | ALL     | AUT     | P-B     | ITA     | USE     | CAN     | JAP     | 0               | Non classé |
| 1977   | HB Bewaking Alarm Systems | Boro 001 | Ford-Cosworth DFV V8 | Goodyear     | Brian Henton  |         |         |         |         |         |         |         |         |         |         |         |         | Dsq     | Nq      |         |         |         | 0               | Non classé |

Légende : ici 